# Adrian Ramsauer

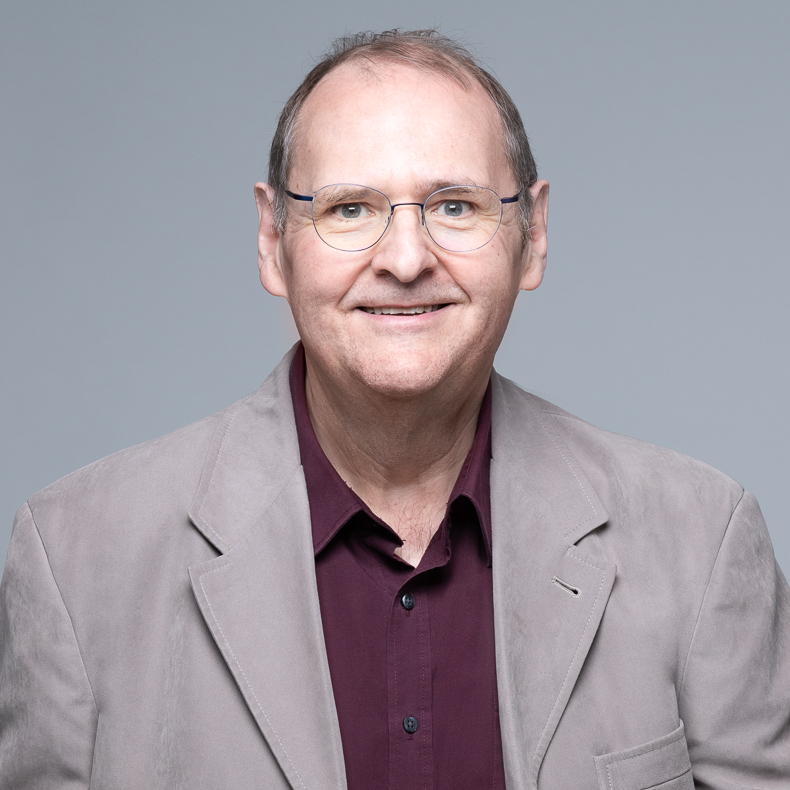
Adrian Ramsauer

Adrian Ramsauer (* 20. Mai 1959, heimatberechtigt in Winterthur und Herisau) ist ein Schweizer Rechtsanwalt, Politiker (Grüne) und Autor. Er führt eine Anwaltskanzlei in Winterthur und ist II. Vizepräsident des Bezirksrats Winterthur (Aufsichts-, Rechtsmittel- und gerichtliche Beschwerdeinstanz in Kinder- und Erwachsenenschutzsachen). Am 28. Oktober 2024 wurde er für die Amtsdauer 2025 bis 2029 bestätigt.

## Werdegang
1995 war Ramsauer eines der ersten geouteten Parlamentsmitglieder der Schweiz als Mitglied des Grossen Gemeinderats der Stadt Winterthur. Er lancierte umwelt- und gleichstellungspolitische Vorstösse, präsidierte die Fraktion mit Mitgliedern der Grünen, der Alternativen Liste, der Demokratischen Partei/Die andere Partei sowie des Landesrings der Unabhängigen und bekleidete zwei Kommissionspräsidien.
Als LGBT-Aktivist warb er 1996 schweizweit auf einer Plakatkampagne der Werbeagentur Schmid & Hostettler & Fabrikant im Auftrag der Mineralwassermarke Passugger mit dem Slogan «Ich will meinen Freund heiraten dürfen / Je veux pouvoir épouser mon ami / Chiedo il diritto di poter sposare mio campagno» für die rechtliche Gleichstellung gleichgeschlechtlicher Beziehungen. Er entwarf einen Vorschlag für die Einführung der gleichgeschlechtlichen Ehe ins Schweizerische Zivilgesetzbuch.
Auf einen von ihm eingereichten parlamentarischen Vorstoss hin erfolgte die erste Antidiskriminierungsnorm im Schweizerischen Recht. Das am 12. April 1999 erlassene Personalstatut der Stadt Winterthur verankert eine Pflicht zur Förderung der Toleranz und Akzeptanz gegenüber Mitarbeitenden, die aufgrund der geschlechtlichen Orientierung benachteiligt sein könnten.
Er begründete als Bezirksanwalt die Anlaufstelle der Justiz- und Polizeibehörden für homophobe Gewaltopfer in Zürich, Zug und Winterthur. Ein gegen ihn ohne hinreichenden Tatverdacht geführtes Strafverfahren wegen sexueller Handlungen mit Kindern wurde eingestellt und Ramsauer wurde vom Obergericht des Kantons Zürich rehabilitiert 2004 nahm er im sogenannten «Zentnerprojekt» rund 50 kg an Gewicht ab.
Neben Buch- und Zeitschriftenartikeln, juristischen und politischen Schriften, Satiren, unter anderem für die Winterthurer Wandzeitung und Kabarettprogrammen publiziert Ramsauer Bücher zu eisenbahnhistorischen Themen. Er war 1984 einer der ersten von den Schweizerischen Bundesbahnen SBB zugelassener Laien-Zugführer und ist heute Fahrdienstleiter beim Dampfbahn-Verein Zürcher Oberland.

## Publikationen (Auswahl)
- mit Hans-Peter Bärtschi und Jürg Hauswirth: Die Bodenseebahn. Luzern 2005, ISBN 3-907014-18-9.
- mit Katja Ammann: Rechtstipps für gleichgeschlechtliche Paare. 6. Auflage, Bern 2005 (los-archiv.ch (PDF, abgerufen am 26. September 2019)).
- mit Michael Töngi und Martin Abele: Grün heisst auch gleichberechtigt gleichgeschlechtlich. Zürich 1995 (Cover der Broschüre).
- Adrian Ramsauer, Bruno Homberger, Mathias Rosskopf: Ungewöhnliche Geschichten um ein ungewöhnliches Projekt. 25 Jahre Dampfbahn-Verein Zürcher Oberland. Wetzikon 1994, ISBN 3-85981-169-X.
- Zehn aktuelle Grundrechtsthesen. In: Rüdiger Lautmann, Martin Winter u. a.: Dokumentation des 2. Symposiums Homosexualität Aids und Menschenrechte in memoriam Siegfried Dunde. Köln 1993.
- Grundrechtsentwicklung in der Schweiz in bezug auf Homosexualität und Aids. In: Schriftenreihe Koordinationsstelle für Homosexualität und Wissenschaft. Zürich 1993 (jus.swissbib.ch).
- mit Hans Baumgartner: 125 Jahre Thurtallinie. Frauenfeld 1980 (fotostiftung.ch).